# أنطونيو غاليغو غاليغو
أنطونيو غاليغو غاليغو (بالإسبانية: Antonio Gallego Gallego)‏ هو موسيقي إسباني، ولد في 1942 في سمورة في إسبانيا.